# Radzymin (gmina)
Radzymin – gmina miejsko-wiejska w Polsce, w województwie mazowieckim, w powiecie wołomińskim. W latach 1975–1998 gmina administracyjnie należała do województwa warszawskiego.
Siedziba gminy to Radzymin.

## Struktura powierzchni
Według danych 62% powierzchni gminy stanowiły użytki rolne, a 23% użytki leśne.
Gmina stanowi 13,6% powierzchni powiatu.

## Demografia
Dane z Urzędu Statystycznego w Warszawie na rok 2019

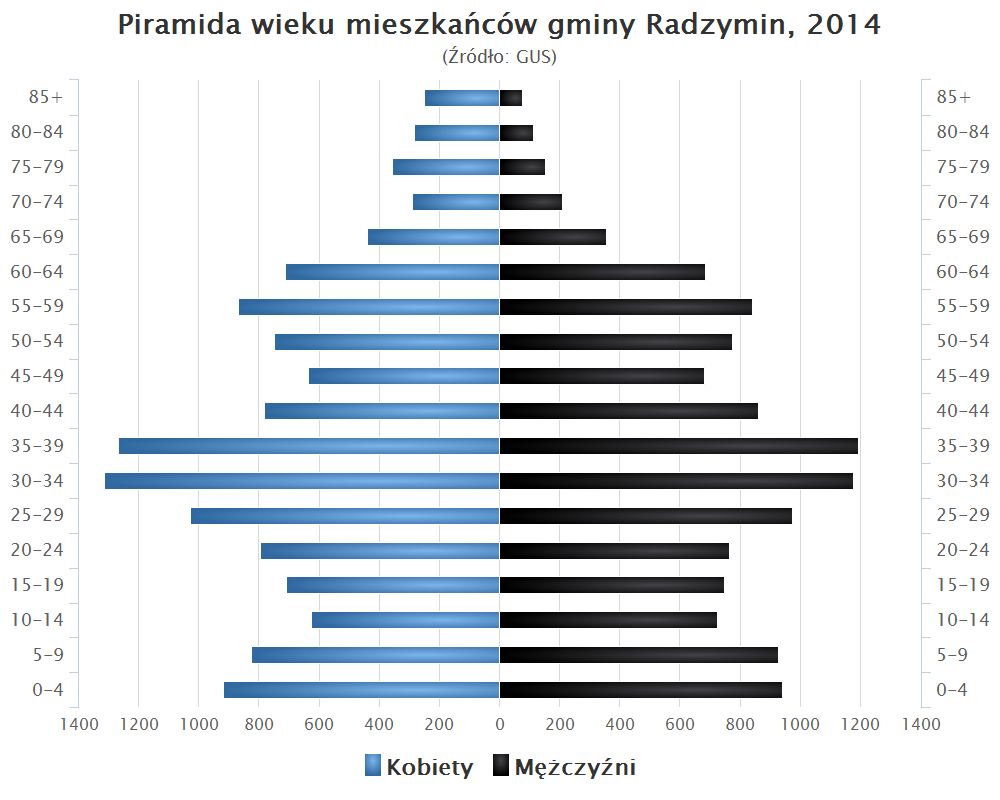
Piramida wieku mieszkańców gminy Radzymin w 2014 roku

| Opis                              | Ogółem | Ogółem | Kobiety | Kobiety | Mężczyźni | Mężczyźni |
| --------------------------------- | ------ | ------ | ------- | ------- | --------- | --------- |
| Jednostka                         | osób   | %      | osób    | %       | osób      | %         |
| Populacja                         | 30933  | 100    | 15962   | 51,6    | 15324     | 49,3      |
| Gęstość zaludnienia [mieszk./km²] | 237    | 237    | 122,8   | 122,8   | 117,9     | 117,9     |

## Sołectwa
Arciechów, Borki, Cegielnia, Ciemne, Dybów-Kolonia, Dybów Folwark, Emilianów, Łąki, Łosie, Mokre, Nadma (Nadma Stara, Nadma Pólko), Nowe Załubice, Nowy Janków, Opole, Ruda, Rżyska, Sieraków, Słupno (Słupno 1, Słupno 2, Słupno Górki, Słupno Osiedle, Nowe Słupno), Stare Załubice, Stary Dybów, Stary Janków, Wawrzyna, Wiktorów, Wolica, Zawady, Zwierzyniec.

## Pozostałe miejscowości
Ciemne, Folwark, Górki, Popielarze,

## Sąsiednie gminy
Dąbrówka, Klembów, Kobyłka, Marki, Nieporęt, Serock, Wołomin